# The Good-Bye Room
"The Good-Bye Room" je šesnaesta epizoda četvrte sezone serije Zločini iz prošlosti.

## Sinopsis
Lili rešava slučaj sedamnaestogodišnje devojke, iz 1964. Devojka je u sedamnaestoj godini zatrudnela, pa su je roditelji poslali u dom za slobodne majke, gde je rodila devojčicu, a sledeći dan ju je neko u šumi udario kamenom po glavi i ona je umrla. Slučaj se ponovo otvara, kada na policijsko odeljenje, dolazi ćerka žrtve i govori, da je upravo sada doznala, da je bila usvojena i da njena biološka majka bila ubijena.